# Russ Building
El Russ Building es una torre de oficinas neogótica ubicada en el Distrito Financiero de la metrópoli de San Francisco, en el estado de California (Estados Unidos). El rascacielos de 133 metros (m) se completó en 1927 y tenía 32 pisos, así como el primer estacionamiento interior de la metrópoli. Fue el más alto de San Francisco de 1927 a 1964 y uno de los más destacados, junto con su "gemelo" de 133 m, el PacBell Building al sur.
Una vez terminado, era lo suficientemente icónico como para que el arquitecto e ingeniero escribiera: “En casi todas las metrópolis hay un rascacielos que, debido a su tamaño, la belleza del diseño arquitectónico y el carácter de su uso y ocupación, ha llegado a tipificar la metrópoli misma. Hoy el Russ ocupa este lugar en San Francisco. Por su tamaño y ubicación y por el carácter de sus inquilinos, el rascacielos se convierte de hecho en el 'Centro del Progreso Occidental'”.
Sin embargo, la manhattanización de 1960 a 1990 ha envuelto la torre en un caparazón de rascacielos, eliminando su prominencia.
El crítico de arquitectura del San Francisco Chronicle, John King, describió el Russ como "la encarnación del romance de la era del jazz, un bloque completo de mampostería ornamentada con sabor gótico que asciende en etapas irregulares desde Montgomery Street con un salto y luego una carrera hacia una corona central". La torre es un Hito Histórico de California.